# Gerilin Barnes
Gerilin Barnes (* 2008) ist eine Leichtathletin aus Antigua und Barbuda, die sich auf den Weitsprung spezialisiert hat.

## Sportliche Laufbahn
Erste Erfahrungen bei internationalen Meisterschaften sammelte Gerilin Barnes bei den CARIFTA Games 2023 in Nassau, bei denen sie mit einer Weite von 5,60 m die Goldmedaille in der U17-Altersklasse gewann. Im Jahr darauf belegte sie bei den CARIFTA Games in St. George’s mit 5,36 m den achten Platz.
2023 wurde Barnes antiguanische Meisterin im Weitsprung.